# Louis de La Rochejaquelein
Louis du Vergier de La Rochejaquelein (Mauléon, 30 novembre 1777 – Saint-Jean-de-Monts, 5 giugno 1815) è stato un generale dell'Esercito cattolico e reale che combatté la guerra di Vandea, fratello minore di Henri de La Rochejaquelein.

## Biografia
Aveva soltanto dodici anni quando scoppiò la Rivoluzione francese. Suo padre lo portò con sé in Germania, ed a sedici anni ebbe le prime esperienze con le armi entrando nel reggimento austriaco di Latour, in seguito prestò servizio in Inghilterra dove partecipò a due campagne nell'isola di Santo Domingo, e rientrò in Francia nel 1801.
Nel 1801, sposò Victoire de Donnissan, vedova del marchese de Lescure, eroe della guerra di Vandea. Tornato nelle sue terre, attendeva l'occasione di servire una causa alla quale tutta la sua famiglia si era sacrificata (suo fratello Henri era morto cinque anni prima). Invano Napoleone I cercò di guadagnare la fiducia del marchese de La Rochejaquelein corrompendolo con titoli e terreni: saldo sui suoi principi e valori, La Rochejaquelein visse a volte a Poitou, a volte al castello di Citran, vicino a Bordeaux. Dai suoi rifiuti si capiva facilmente con che ardore avrebbe servito i Borbone.
Due volte tentò di dare il segnale per una nuova insurrezione in Vandea e due volte le esitazioni dell'Europa fecero annullare i suoi progetti. Per sondare gli spiriti, percorreva incessantemente la Guienna e la Vandea, dove il suo solo nome era capace di riunire all'istante 40 000 monarchici. Fin dal marzo 1813, si accordò con il re, e quando fu ripristinata la monarchia a Bordeaux grazie al suo attivo contributo, gli abitanti di Bordeaux ricevettero con entusiasmo il principe liberatore e furono riconoscenti anche per il generale vandeano che aveva preparato loro un bel trionfo. Al ritorno al trono di Luigi XVIII, fu nominato comandante dei granatieri reali, ed elevato così al grado di generale.
Il 20 marzo 1815, al ritorno di Napoleone in Francia, protesse, con qualche altro fedelissimo, la fuga del re fino alle frontiere del nord, a Gand. Da questa città passò in Inghilterra, per cercare di sollecitare i soccorsi per la Vandea, e riuscì ad ottenere una parte degli aiuti che era venuto a richiedere: armi, munizioni ed alcune sovvenzioni. Ripartì per tornare in Francia, e il 16 maggio sbarcò sulla costa, scaricò l'equipaggiamento a Saint-Gilles-sur-Vie, e fece insorgere una parte degli abitanti del paese.
In pochi giorni, con la rapidità delle sue operazioni, sollevò ed armò gran parte della "Vandea Militare". Rimasto vicino alla costa, il marchese sollecitò un secondo sbarco, ed aspirava a essere riconosciuto il "generalissimo" così come avveniva per i generali dell'armata vandeana, per poter dare inizio ad una nuova insurrezione. In una riunione a Palluau, il marchese fu riconosciuto generalissimo da Charles Sapinaud e da Suzannet, e, pochi giorni dopo, da Autichamp.
Napoleone apprese di questa seconda insurrezione nella notte del 17 maggio, e si mosse per cercare di fermare rapidamente quest'insurrezione. Fece invitare tre capi vandeani, Malartie, Flavigny e Béraudière, in qualità di pacificatori, dai loro vecchi compagni d'armi, per cercare di fare capire loro che non era nei campi della Vandea che poteva essere decisa la sorte della Francia. Alcuni capi prestarono attenzione alle proposte dei pacificatori; ma il marchese La Rochejaquelein rifiutò ogni compromesso; e il 1º giugno, a Croix-de-Vie, fissò con un ordine del giorno, i movimenti dei diversi eserciti.
Lo sbarco iniziò il 2 giugno, a Croix-de-Vie, l'ammiraglio inglese li informò che una colonna monarchica era stata appena congedata e che altre due si ritiravano nell'interno del paese. In questo stesso momento, il generale Travot arrivava con le sue truppe attraverso, per così dire, i tre eserciti, che abbandonavano il loro generale. Indignato La Rochejaquelein, il cui animò era infiammato dagli esempi di Bonchamps, di Lescure e di suo fratello Henri, non perse tempo e diede il segnale di sbarco, che protesse solo con uno scarso gruppo di uomini.
Sostenne inizialmente un attacco a Saint-Gilles, dove una violenta battaglia impegnò l'avanguardia di Travot e i vandeani a Marais, che erano in vantaggio. Una flotta inglese, composta dalla "Superbe", dal famoso "Bellerophon" e da molte altre fregate, si avvicinò della costa. La Rochejaquelein vegliava su tutto, e nonostante lo scontro, lo sbarco non si interruppe. Le navi inglesi, aventi a bordo 15 000 fucili, 12 cannoni ed una quantità immensa di polvere da sparo, continuava lo sbarco mentre si combatteva a Saint-Gilles. Tuttavia gli uomini di Travot avanzavano. La Rochejaquelein sospettando che volesse forzare il passaggio, fece cessare lo sbarco, e andò davanti al nemico, dirigendo il convoglio in aiuto nelle paludi, e arrivò a Saint-Jean-de-Monts il 3 giugno, con la divisione di suo fratello Auguste.
Lì apprende che una forte colonna si avvicinava, comandata dal generale Estève, che, il giorno dopo arrivò nelle paludi e si stanziò nei pressi di Saint-Hilaire-de-Riez. Arrivato a metà della portata di cannone, Estève inizia l'offensiva; due volte è respinto dai vandeani, accortosi che sarà circondato, compie un ultimo sforzo per aprirsi un passaggio. La Rochejaquelein velocemente si ricongiunse ai suoi soldati, e nella battaglia venne raggiunto da un proiettile al petto. Suo fratello Auguste venne pure ferito ad una gamba, e tutta la linea è in rotta. Qui morì il fratello dell'eroe della Vandea. Il suo corpo rimase sul campo di battaglia, e fu riconosciuto il giorno dopo e sepolto nel villaggio di Perrier, i vandeani tuttavia seppero della morte del loro generalissimo solo il 15 giugno.
L'8 febbraio seguente, i suoi resti furono esumati per essere trasportati alla tomba dei suoi antenati. Venne sepolto insieme al fratello Henri, nella chiesa di Saint-Aubin-de-Baubigné nei Deux-Sèvres. Tutta la popolazione di Marais assistette alla riesumazione e diede un ultimo omaggio al generale. Intrepido, onesto, intraprendente, comunicativo e molto affettuoso, il marchese de La Rochejaquelein era dotato di tutte queste qualità che lo hanno reso un ottimo comandante. I suoi modi nobili e gentili, e soprattutto la devozione che sapeva ispirare agli altri, aveva conciliato tutti i loro cuori. Lasciava otto figli e una moglie, Victoire de Donnissan de La Rochejaquelein, rimasta vedova per la seconda volta.